# Chapelon
Pour les articles homonymes, voir Chapelon (homonymie).
Chapelon est une commune française, située dans le département du Loiret en région Centre-Val de Loire.

## Géographie

### Localisation et communes limitrophes

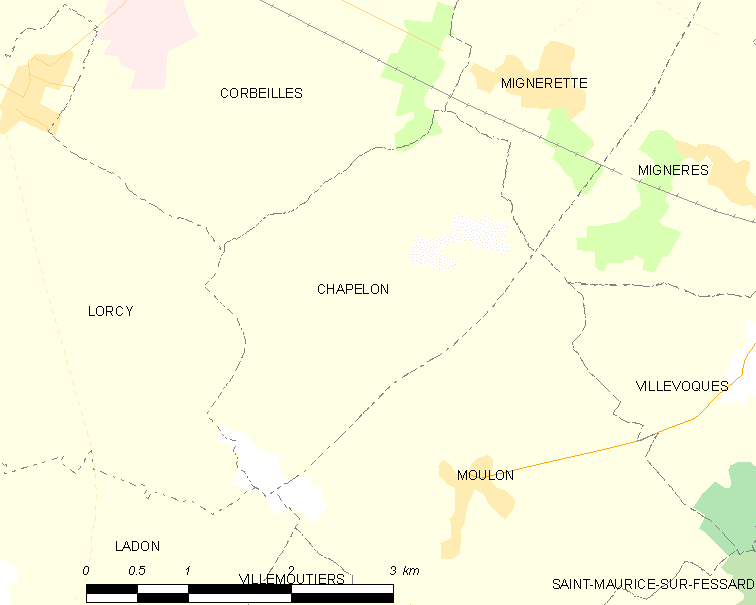
Carte de la commune de Chapelon et des communes limitrophes.

La commune de Chapelon se trouve dans le quadrant nord-est du département du Loiret, dans la région agricole du Gâtinais riche. À vol d'oiseau, elle se situe à 52,0 km  d'Orléans, préfecture du département, à 13,2 km de Montargis, sous-préfecture, et à 11,3 km de Bellegarde, ancien chef-lieu du canton dont dépendait la commune avant mars 2015. La commune fait partie du bassin de vie de Bellegarde - Quiers-sur-Bézonde dont elle est éloignée de 11,3 km.
Les communes les plus proches sont : Moulon (2 km), Mignerette (2,5 km), Mignères (3,6 km), Villevoques (3,8 km), Lorcy (3,9 km), Corbeilles (4,3 km), Villemoutiers (4,8 km), Ladon (4,8 km), Gondreville (5,8 km) et Saint-Maurice-sur-Fessard (5,9 km).

### Lieux-dits, écarts et quartiers
La commune compte 66 voies dont  50 lieux-dits administratifs répertoriés.
Les plus importants sont : Paumeton, Courtamier et Le Mont.

### Géologie et relief
La commune est classée en zone de sismicité 1, correspondant à une sismicité très faible.

### Hydrographie
- le ruisseau « Le Petit Fusain » (source[10]), long de 12 km[11], affluent du Fusain, lui-même affluent de la rivière le Loing.

## Toponymie
Chapelon est le diminutif de «petite chapelle », lieu autour de laquelle s'est formé le hameau. Cette chapelle érigée au XIe siècle, était rattachée au couvent des Liards (ou Liarres) par le  "Chemin des Moines".

## Histoire

### Héraldique
| Blason de Chapelon | Les armes de Chapelon se blasonnent ainsi : D’azur au sautoir d'or cantonné, en chef, d'un soleil non figuré de seize rais flamboyants du même, aux flancs, de deux écussons d’argent et, en pointe, d’un héliotrope tigé et feuillé aussi d'or. |

### Climat
Pour des articles plus généraux, voir Climat du Centre-Val de Loire et Climat du Loiret.
En 2010, le climat de la commune est de type climat océanique dégradé des plaines du Centre et du Nord, selon une étude du CNRS s'appuyant sur une série de données couvrant la période 1971-2000. En 2020, Météo-France publie une typologie des climats de la France métropolitaine dans laquelle la commune est exposée à un climat océanique altéré et est dans la région climatique Nord-est du bassin Parisien, caractérisée par un ensoleillement médiocre, une pluviométrie moyenne régulièrement répartie au cours de l’année et un hiver froid (3 °C).
Pour la période 1971-2000, la température annuelle moyenne est de 10,9 °C, avec une amplitude thermique annuelle de 15,5 °C. Le cumul annuel moyen de précipitations est de 698 mm, avec 11 jours de précipitations en janvier et 7,3 jours en juillet. Pour la période 1991-2020, la température moyenne annuelle observée sur la station météorologique de Météo-France la plus proche, sur la commune de Ladon à 5 km à vol d'oiseau, est de 11,7 °C et le cumul annuel moyen de précipitations est de 685,3 mm,. Pour l'avenir, les paramètres climatiques de la commune estimés pour 2050 selon différents scénarios d'émission de gaz à effet de serre sont consultables sur un site dédié publié par Météo-France en novembre 2022.

## Urbanisme

### Typologie
Au 1er janvier 2024, Chapelon est catégorisée commune rurale à habitat très dispersé, selon la nouvelle grille communale de densité à sept niveaux définie par l'Insee en 2022.
Elle est située hors unité urbaine et hors attraction des villes,.

### Occupation des sols
L'occupation des sols de la commune, telle qu'elle ressort de la base de données européenne d’occupation biophysique des sols Corine Land Cover (CLC), est marquée par l'importance des territoires agricoles (99,8 % en 2018), une proportion identique à celle de 1990 (99,8 %). La répartition détaillée en 2018 est la suivante : 
terres arables (93,1 %), zones agricoles hétérogènes (6,7 %), forêts (0,2 %).
L’évolution de l’occupation des sols de la commune et de ses infrastructures peut être observée sur les différentes représentations cartographiques du territoire : la carte de Cassini (XVIIIe siècle), la carte d'état-major (1820-1866) et les cartes ou photos aériennes de l'IGN pour la période actuelle (1950 à aujourd'hui).

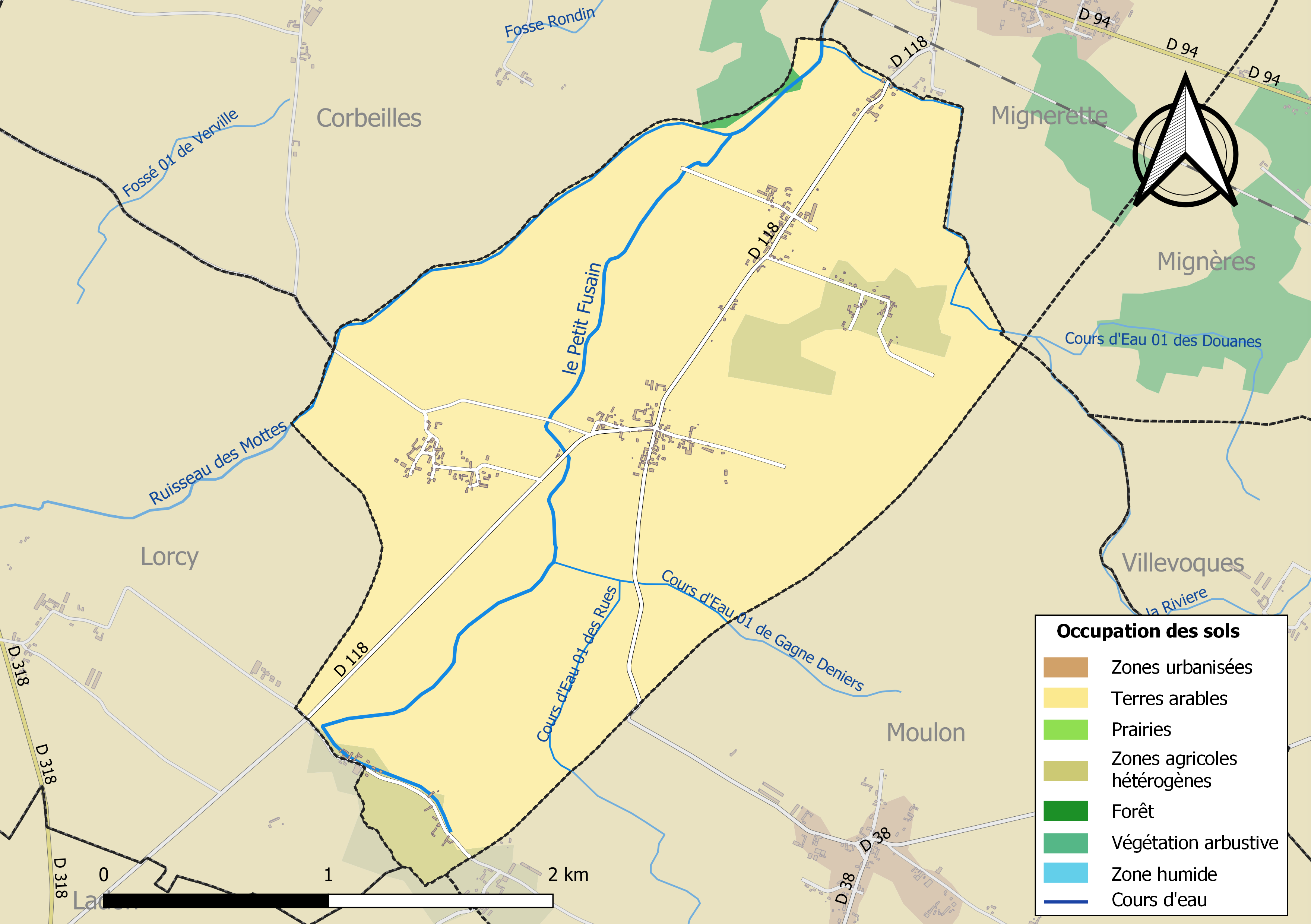
Carte des infrastructures et de l'occupation des sols de la commune en 2018 (CLC).
Carte orthophotographique de la commune en 2016.

### Logement
En 2013, le nombre total de logements dans la commune était de 125 (dont 99,2 % de maisons).
Parmi ces logements, 84,8 % étaient des résidences principales, 6,4 % des résidences secondaires et 8,8 % des logements vacants.
La part des ménages propriétaires de leur résidence principale s’élevait à 89,6%.
Au 31 décembre 2016, la production et la distribution de l'eau potable sur le territoire communal sont assurées par le syndicat intercommunal d'alimentation en eau potable de Mignères, un syndicat créé en 1957 desservant cinq communes : Chapelon, Mignères, Mignerette, Moulon et Villevoques, la commune elle-même.
La loi NOTRe du 7 août 2015 prévoit que le transfert des compétences « eau et assainissement » vers les communautés de communes sera obligatoire à compter du 1er janvier 2020. Le transfert d’une compétence entraîne  de  facto la mise à disposition gratuite de plein droit des biens, équipements et services publics utilisés, à la date du transfert, pour l'exercice de ces compétences et la substitution de la communauté dans les droits et obligations des communes,.

### Voies de communication et transports

#### Voies de communication
On accède à Chapelon par :
- La D 118 : 
  - au nord-est, de Mignerette à 2,8 km,
  - au sud-ouest, de Ladon à 5,4 km ;
- au nord-ouest, de Lorcy à 4,6 km.

#### Transports
Chapelon n’est pas desservie par une ligne d’autocars.
Il faut se rapprocher soit de la commune de Mignerette (ligne 14 (Montargis - Malesherbes)) ou de celle de Ladon (ligne 6 (Montargis - Orléans)). de la société Ulys.
Les gare SNCF les plus proches sont :
- Gare de Montargis, gare SNCF desservie par les trains du réseau Transilien Paris-Lyon (ligne R) ainsi que par les Intercités, située à 16,2 kilomètres, (31 minutes) ;
- Gare de Ferrières - Fontenay, gare ferroviaire française de la ligne de Moret - Veneux-les-Sablons à Lyon-Perrache, située à 23,7 kilomètres, (28 minutes).

### Risques naturels et technologiques
La commune de Chapelon est vulnérable à différents aléas naturels : climatiques (hiver exceptionnel ou canicule), mouvements de terrains ou sismique (sismicité très faible).
Entre 1989 et 2019, deux arrêtés ministériels ayant porté reconnaissance de catastrophe naturelle ont été pris pour le territoire de la commune  pour des inondations et coulées de boues.
Le territoire de la commune peut être concerné par un risque d'effondrement de cavités souterraines non connues. Une cartographie départementale de l'inventaire des cavités souterraines et des désordres de surface a été réalisée. Il a été recensé sur la commune plusieurs effondrements de cavités.
Par ailleurs, le sol du territoire communal peut faire l'objet de mouvements de terrain liés à la sécheresse. Le phénomène de retrait-gonflement des argiles est la conséquence d'un changement d'humidité des sols argileux. Les argiles sont capables de fixer l'eau disponible mais aussi de la perdre en se rétractant en cas de sécheresse. Ce phénomène peut provoquer des dégâts très importants sur les constructions (fissures, déformations des ouvertures) pouvant rendre inhabitables certains locaux. Celui-ci a particulièrement affecté le Loiret après la canicule de l'été 2003. Une grande partie du territoire de la commune est soumise à un aléa « moyen » face à ce risque, selon l'échelle définie par le Bureau de recherches géologiques et minières (BRGM).
Depuis le 22 octobre 2010, la France dispose d’un nouveau zonage sismique divisant le territoire national en cinq zones de sismicité croissante. La commune, à l’instar de l’ensemble du département, est concernée par un risque très faible.

## Politique et administration

### Découpage territorial

#### Bloc communal: Commune et intercommunalités
La paroisse de Chaplon acquiert le statut de municipalité avec le  décret du 12 novembre 1789 de l'Assemblée Nationale puis celui de « commune », au sens de l'administration territoriale actuelle, par le décret de la Convention nationale du 10 brumaire an II (31 octobre 1793). Il faut toutefois attendre la loi du 5 avril 1884 sur l'organisation municipale pour qu'un régime juridique uniforme soit défini pour toutes les communes de France, point de départ de l’affirmation progressive des communes face au pouvoir central.
Aucun événement de restructuration majeure du territoire, de type suppression, cession ou réception de territoire, n'a affecté la commune depuis sa création.

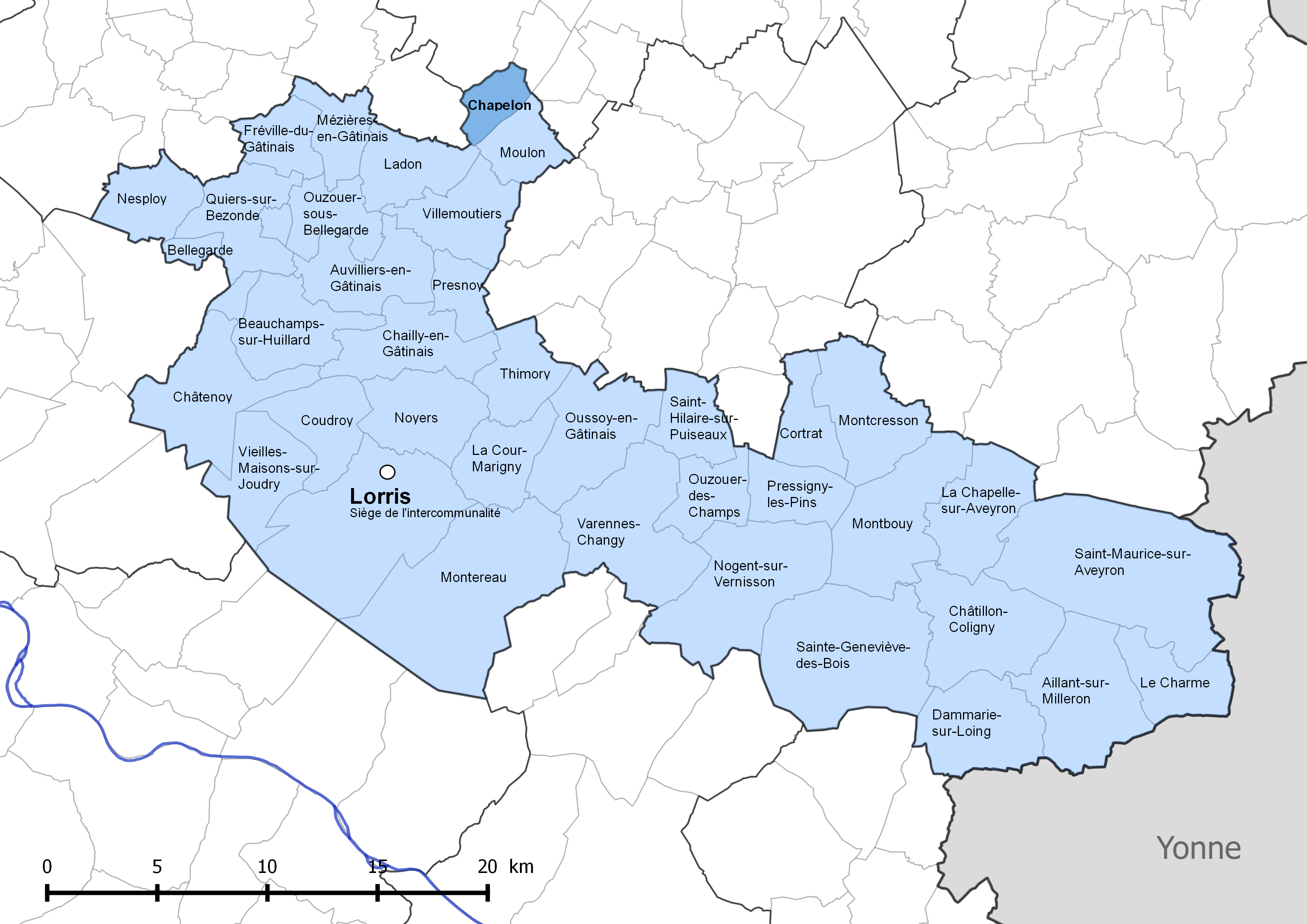
Localisation de la commune de Chapelon dans la communauté de communes Canaux et forêts en Gâtinais.

La commune est membre de la Communauté de communes du Bellegardois depuis sa création le 13 décembre 2004 jusqu'au 1er janvier 2017.
Afin de renforcer et réduire le nombre d'intercommunalités en France, la loi du 7 août 2015 portant nouvelle organisation territoriale de la République (dite loi NOTRe) fait passer le seuil démographique minimal de 5 000 à 15 000 habitants pour constituer une intercommunalité, sauf exceptions. Le schéma départemental de coopération intercommunale du Loiret est arrêté sur ces bases le 30 mars 2016 et le nombre d'établissements publics de coopération intercommunale à fiscalité propre passe dans le département du Loiret de 28 (2 communautés d'agglomération et 26 communautés de communes) à 16 (deux communautés d'agglomération et 14 communautés de communes dont une interdépartementale). Les communautés de communes du canton de Lorris et canton de Châtillon-Coligny et du Bellegardois fusionnent ainsi à compter du 1er janvier 2017 en une seule entité : la communauté de communes Canaux et forêts en Gâtinais, dont le siège est à Lorris. Cette nouvelle intercommunalité comprend 38 communes dont  Chapelon.

#### Circonscriptions de rattachement
La loi du 22 décembre 1789 divise le pays en 83 départements découpés chacun en six à neuf districts eux-mêmes découpés en cantons regroupant des communes. Les districts, tout comme les départements, sont le siège d’une administration d’État et constituent à ce titre des circonscriptions administratives. La commune de Chaplon est alors incluse dans le canton de Corbeilles, le district de Montargis et le département du Loiret.
La recherche d’un équilibre entre la volonté d’organiser une administration dont les cadres permettent l’exécution et le contrôle des lois d’une part, et la volonté d’accorder une certaine autonomie aux collectivités de base (paroisses, bourgs, villes) d’autre part, s’étale de 1789 à 1838. Les découpages territoriaux évoluent ensuite au gré des réformes visant à décentraliser ou recentraliser l'action de l'État. La régionalisation fonctionnelle des services de l'État (1945-1971) aboutit à la création de régions. L'acte I de la décentralisation de 1982-1983 constitue une étape importante en donnant l'autonomie aux collectivités territoriales, régions, départements et communes. L'acte II intervient en 2003-2006, puis l'acte III en 2012-2015.
Le tableau suivant présente les rattachements, au niveau infra-départemental, de la commune de Chapelon aux différentes circonscriptions administratives et électorales ainsi que l'historique de l'évolution de leurs territoires.
| Circonscription             | Nom                | Période   | Type                         | Évolution du découpage territorial |
| --------------------------- | ------------------ | --------- | ---------------------------- | --- |
| District                    | Montargis          | 1790-1795 | Administrative               | La commune est rattachée au district de Montargis de 1790 à 1795,. La Constitution du 5 fructidor an III, appliquée à partir de vendémiaire an IV (1795) supprime les districts, rouages administratifs liés à la Terreur, mais maintient les cantons qui acquièrent dès lors plus d'importance. |
| Canton                      | Corbeilles         | 1790-1801 | Administrative et électorale | Le 10 février 1790, la municipalité de Chaplon est rattachée au canton de Corbeilles,. Les cantons sont supprimés, en tant que découpage administratif, par une loi du 26 juin 1793, et ne conservent qu'un rôle électoral. Ils permettent l’élection des électeurs du second degré chargés de désigner les députés. Les cantons acquièrent une fonction administrative avec la disparition des districts en 1795. |
| Canton                      | Bellegarde         | 1801-2015 | Administrative et électorale | Sous le Consulat, un redécoupage territorial visant à réduire le nombre de justices de paix ramène le nombre de cantons dans le Loiret de 59 à 31. Chaplon est alors rattachée par arrêté du 9 vendémiaire an X (30 septembre 1801) au canton de Bellegarde, sous le nom de Chapelon,. |
| Canton                      | Lorris             | 2015-     | Électorale                   | La loi du 17 mai 2013 et ses décrets d'application publiés en février et mars 2014 introduisent un nouveau découpage territorial pour les élections départementales. La commune est alors rattachée au nouveau canton de Lorris. Depuis cette réforme, plus aucun service de l'État n'exerce sa compétence sur un territoire s'appuyant sur le nouveau découpage cantonal. Le canton a disparu en tant que circonscription administrative de l'État ; il est désormais uniquement une circonscription électorale dédiée à l'élection d'un binôme de conseillers départementaux siégeant au conseil départemental. |
| Arrondissement              | Montargis          | 1801-     | Administrative               | Chapelon est rattachée à l'arrondissement de Montargis depuis sa création en 1801,. |
| Circonscription législative | 5e circonscription | 2010-     | Électorale                   | Lors du découpage législatif de 1986, le nombre de circonscriptions législatives passe dans le Loiret de 4 à 5. Un nouveau redécoupage intervient en 2010 avec la loi du 23 février 2010. En attribuant un siège de député « par tranche » de 125 000 habitants, le nombre de circonscriptions par département varie désormais de 1 à 21,. Dans le Loiret, le nombre de circonscriptions passe de cinq à six. La réforme n'affecte pas Chapelon qui reste rattachée à la cinquième circonscription. |

#### Collectivités de rattachement
La commune de Chapelon est rattachée au département du Loiret et à la région Centre-Val de Loire, à la fois circonscriptions administratives de l'État et collectivités territoriales.

### Politique et administration municipales

#### Conseil municipal et maire
Depuis les élections municipales de 2014, le conseil municipal  de Chapelon, commune de moins de 1 000 habitants, est élu au scrutin majoritaire plurinominal à deux tours, les électeurs pouvant modifier les listes, panacher, ajouter ou supprimer des candidats sans que le vote soit nul, pour un mandat de six ans renouvelable. Il est composé de 11 membres. L'exécutif communal, est constitué par le maire, élu par le conseil municipal, parmi ses membres, pour un mandat de six ans, c'est-à-dire pour la durée du mandat du conseil. Dominique Daux est maire depuis 2014.
| Période   | Période  | Identité             | Étiquette | Qualité      |
| --------- | -------- | -------------------- | --------- | ------------ |
| 2001      | 2008     | Marie-Claude Bézille |           |              |
| mars 2014 | En cours | Dominique Daux,      |           | Ancien cadre |

## Équipements et services

### Environnement

#### Gestion des déchets
En 2016, la commune est membre du syndicat mixte de ramassage et de traitement des ordures ménagères (SMIRTOM) de Montargis, créé en 1968. Celui-ci assure la collecte et le traitement des ordures ménagères résiduelles, des emballages ménagers recyclables et des encombrants en porte à porte et du verre en points d’apport volontaire. Un réseau de trois déchèteries accueille les encombrants et autres déchets spécifiques (déchets verts, déchets dangereux, gravats, ferraille, cartons…). La déchèterie la plus proche est située sur la commune de Corquilleroy. Le SMIRTOM de Montargis procède également à l'élimination et la valorisation énergétique des déchets ménagers et de ceux issus de la collecte sélective dans l'unité d'Amilly, construite en 1969. Une convention de délégation du service public de traitement a été conclue en 2013 avec la société Novergie Centre, filiale énergie du Groupe Suez pour la valorisation énergétique des déchets.
Depuis le 1er janvier 2017, la « gestion des déchets ménagers » ne fait plus partie des compétences de la commune mais est une compétence obligatoire de la communauté de communes Canaux et forêts en Gâtinais en application de la loi NOTRe du 7 août 2015.

#### Production et distribution d'eau
Le service public d’eau potable est une compétence obligatoire des communes depuis l’adoption de la loi du 30 décembre 2006 sur l’eau et les milieux aquatiques. Au 31 décembre 2016, la production et la distribution de l'eau potable sur le territoire communal sont assurées par le syndicat intercommunal d'alimentation en eau potable de Mignères, un syndicat créé en 1957 desservant cinq communes : Chapelon, Mignères, Mignerette, Moulon et Villevoques, la commune elle-même.
La loi NOTRe du 7 août 2015 prévoit que le transfert des compétences « eau et assainissement » vers les communautés de communes sera obligatoire à compter du 1er janvier 2020. Le transfert d’une compétence entraîne  de  facto la mise à disposition gratuite de plein droit des biens, équipements et services publics utilisés, à la date du transfert, pour l'exercice de ces compétences et la substitution de la communauté dans les droits et obligations des communes,.

#### Assainissement
La compétence assainissement, qui recouvre obligatoirement la collecte, le transport et l’épuration des eaux usées, l’élimination des boues produites, ainsi que le contrôle des raccordements aux réseaux publics de collecte, est assurée  par la commune elle-même.
La commune est raccordée à une station d'épuration située sur le territoire communal, mise en service le 1er décembre 2002 et dont la capacité nominale de traitement est de  210 EH, soit 32 m3/jour. Cet équipement utilise un procédé d'épuration de type filtre à sable,.
L’assainissement non collectif (ANC) désigne les installations individuelles de traitement des eaux domestiques qui ne sont pas desservies par un réseau public de collecte des eaux usées et qui doivent en conséquence traiter elles-mêmes leurs eaux usées avant de les rejeter dans le milieu naturel. La communauté de communes du Bellegardois a créé, par délégation de ses communes adhérentes, un service public d'assainissement non collectif (SPANC), qui a pour mission de contrôler les installations neuves et existantes, la mise en place d’un service de vidange et la réhabilitation des installations,. Depuis le 1er janvier 2017, c'est la communauté de communes Canaux et Forêts en Gâtinais, issue de la fusion de la communauté de communes du canton de Lorris, de la communauté de communes de Châtillon-Coligny et de la communauté de communes du Bellegardois, qui assure, par substitution, le SPANC.

## Population et société

### Démographie
L'évolution du nombre d'habitants est connue à travers les recensements de la population effectués dans la commune depuis 1793. Pour les communes de moins de 10 000 habitants, une enquête de recensement portant sur toute la population est réalisée tous les cinq ans, les populations de référence des années intermédiaires étant quant à elles estimées par interpolation ou extrapolation. Pour la commune, le premier recensement exhaustif entrant dans le cadre du nouveau dispositif a été réalisé en 2007.
En 2022, la commune comptait 250 habitants, en évolution de −4,94 % par rapport à 2016 (Loiret : +1,89 %, France hors Mayotte : +2,11 %).
| 1793 | 1800 | 1806 | 1821 | 1831 | 1836 | 1841 | 1846 | 1851 |
| ---- | ---- | ---- | ---- | ---- | ---- | ---- | ---- | ---- |
| 340  | 345  | 348  | 304  | 351  | 355  | 335  | 357  | 375  |

| 1856 | 1861 | 1866 | 1872 | 1876 | 1881 | 1886 | 1891 | 1896 |
| ---- | ---- | ---- | ---- | ---- | ---- | ---- | ---- | ---- |
| 365  | 376  | 382  | 339  | 357  | 345  | 362  | 345  | 330  |

| 1901 | 1906 | 1911 | 1921 | 1926 | 1931 | 1936 | 1946 | 1954 |
| ---- | ---- | ---- | ---- | ---- | ---- | ---- | ---- | ---- |
| 341  | 327  | 322  | 276  | 279  | 284  | 261  | 284  | 295  |

| 1962 | 1968 | 1975 | 1982 | 1990 | 1999 | 2006 | 2007 | 2012 |
| ---- | ---- | ---- | ---- | ---- | ---- | ---- | ---- | ---- |
| 234  | 215  | 185  | 167  | 221  | 234  | 272  | 277  | 274  |

| 2017 | 2022 | - | - | - | - | - | - | - |
| ---- | ---- | - | - | - | - | - | - | - |
| 257  | 250  | - | - | - | - | - | - | - |

## Économie

### Revenus de la population et fiscalité
Le nombre de ménages fiscaux en 2013 était de 100 et la  médiane du revenu disponible par unité de consommation  de 21 493 €.

### Emploi
En 2014, le nombre total d’emploi au lieu de travail était de 37 .
Le taux d’activité de la population âgée de 15 à 64 ans s'élevait à  76,9% contre un taux de chômage de 12,8%.

### Entreprises et commerces
En 2015, le nombre d’établissements actifs était de vingt-huit  dont sept  dans l’agriculture-sylviculture-pêche, trois  dans l'industrie, six dans la construction, dix dans le commerce-transports-services divers et deux étaient relatifs au secteur administratif.
Cette même année, aucune entreprise n’a été créée.

## Culture locale et patrimoine

### Lieux et monuments

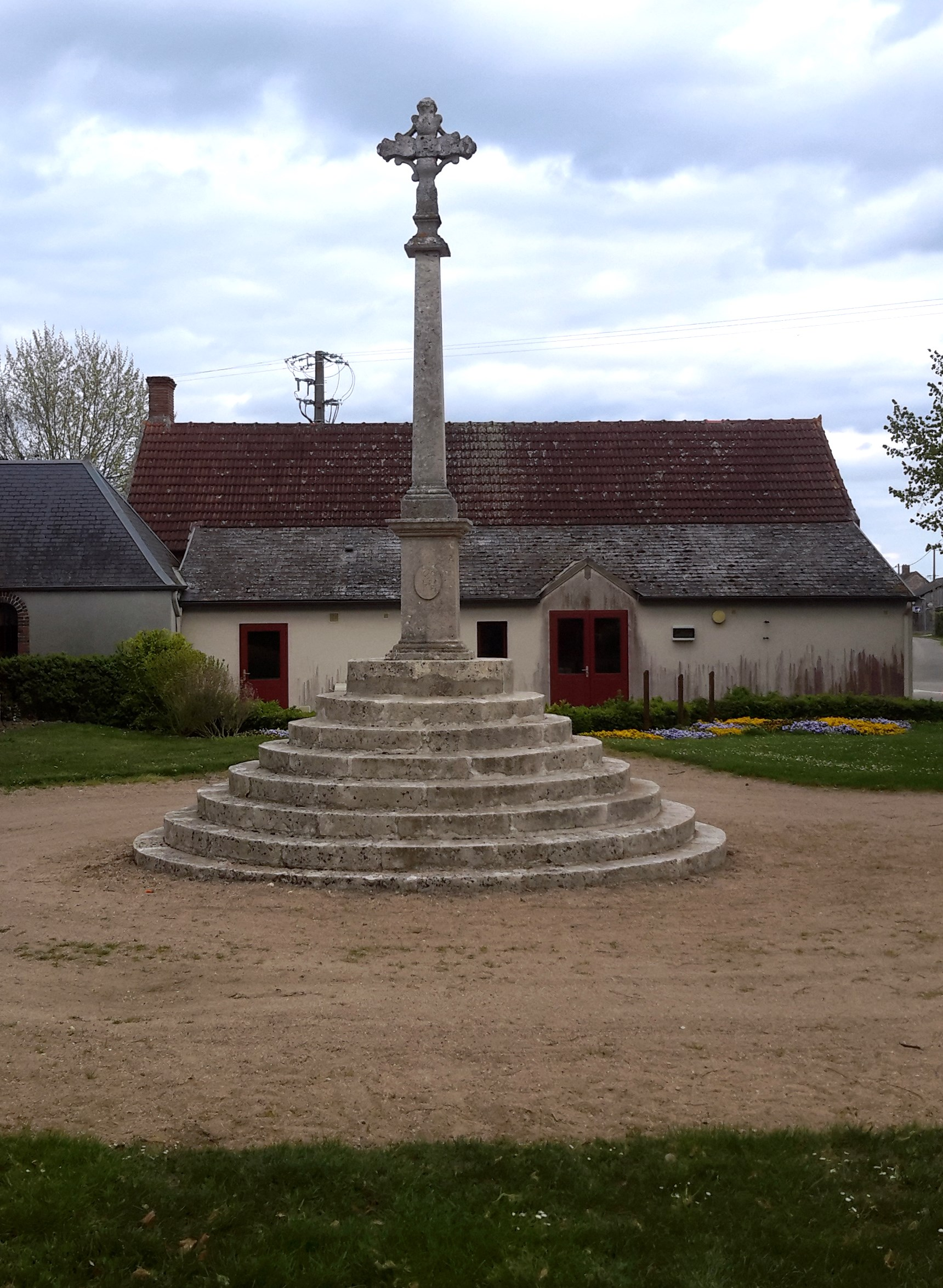
Le calvaire.

- L’église Notre Dame restaurée en 1877, avec sa nef et son abside romane voûtée de pierre du XIIe siècle. . Un clocher porche et une petite tourelle ont été ajoutés.
- Le calvaire a été érigé en 1692, sur un socle datant de 1602, à l'intérieur d’un ancien cimetière, aujourd’hui disparu[13].
- Le moulin Gaillardin, un moulin sur pivot datant du XVe siècle. Il est haut de 25 mètres et est large de 4 mètres.

C'est peut-être de ce moulin dont on parle dans le petit livre de Léon Werth, intitulé "33 Jours", petit livre qui retrace l'exode de 1940 quand Léon Werth et sa femme essaient de rejoindre leur maison de Saint-Amour dans le Jura . Ils sont bloqués à Chapelon à cause de la pénurie  d'essence et se lient d'amitié avec un fermier, Abel Delaveau qui va les aider à reprendre la route . En attendant, les Allemands sont là, à Chapelon, et Léon Werth observe et nous livre toutes ses considérations de Français vaincu contraint de côtoyer le vainqueur . Léon Werth était un grand ami d'Antoine de Saint-Exupéry qui lui dédicacera "Le Petit Prince".
Ed Viviane Hamy 1992

Le moulin Gaillardin
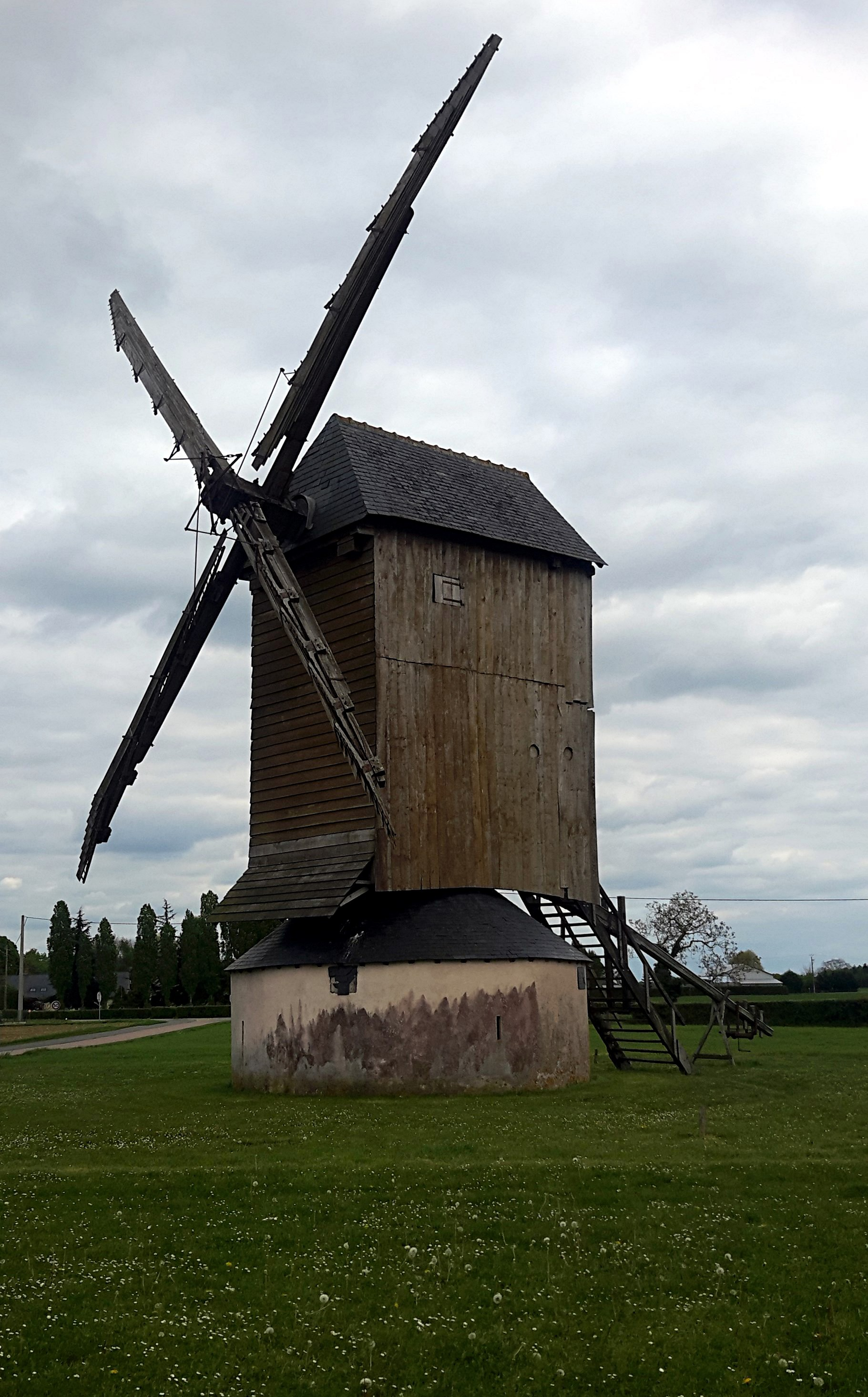
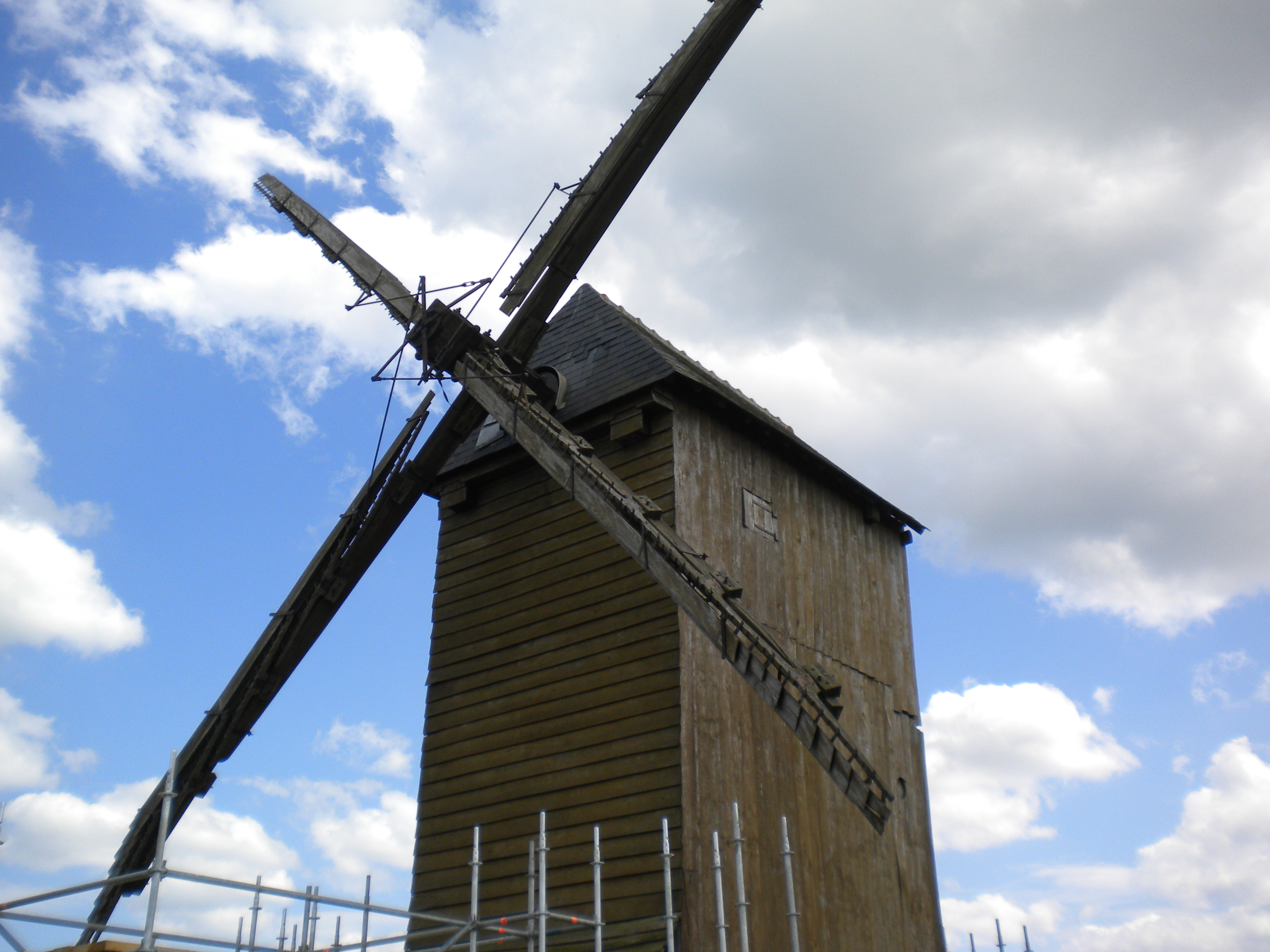
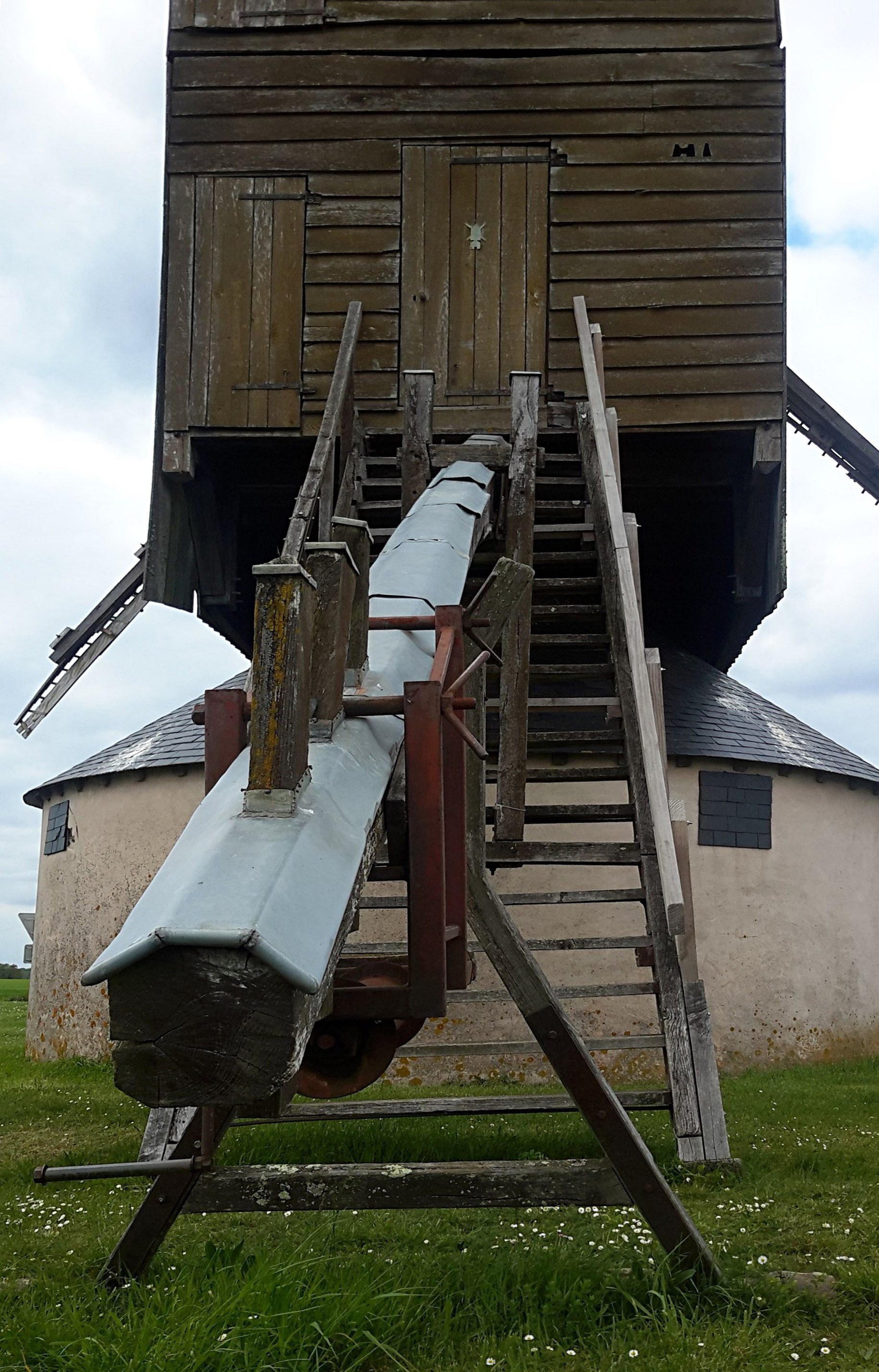